# Ulrich Berls

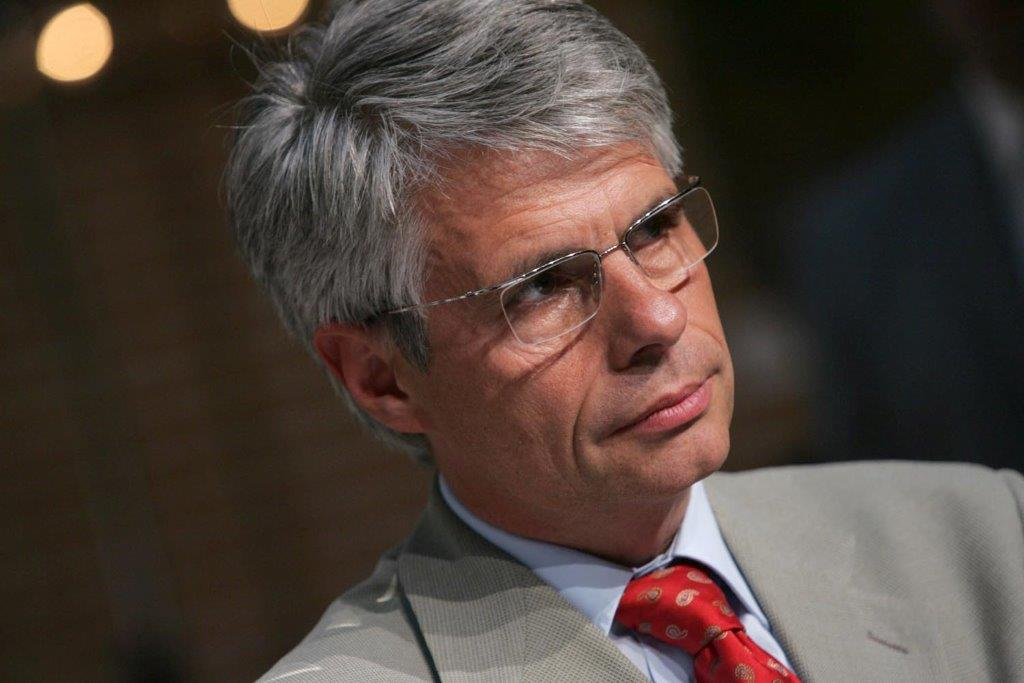
Ulrich Berls

Ulrich Berls (* 1954 in Reutlingen) ist ein deutscher Fernsehjournalist und Publizist. Von 2005 bis 2015 war er Leiter des ZDF-Landesstudios Bayern. Seit 2016 ist er regelmäßiger Kolumnist im Debatten-Magazin THE EUROPEAN.

## Leben
Berls studierte ab 1976 Politikwissenschaft, Öffentliches Recht und Germanistik in Tübingen, München und London. 1983 promovierte er am Geschwister-Scholl-Institut für Politikwissenschaften der Ludwig-Maximilians-Universität München bei Kurt Sontheimer zum Dr. phil. Während des Studiums war er freier Mitarbeiter verschiedener Zeitungen und Zeitschriften und ein halbes Jahr Praktikant bei der Bavaria Atelier GmbH.
Seine Laufbahn beim ZDF begann 1984 mit einem 18-monatigen Volontariat in der Zentrale in Mainz-Lerchenberg. Anschließend arbeitete Berls als Redakteur in verschiedenen Bereichen der Hauptredaktion Aktuelles und war dann für zwei Jahre als Reporter im ZDF-Landesstudio Baden-Württemberg. 1990 kehrte er in die ZDF-Zentrale als Programmreferent des Programmdirektors Oswald Ring zurück. Ab 1992 war er in der Hauptredaktion Kultur zunächst Redaktionsleiter für Literatur und Kunst, dann für Kultur und Gesellschaft. Unter anderem führte er damals in der Fernsehreihe „Zeugen des Jahrhunderts“ Gespräche mit Kurt Sontheimer, Manfred Rommel Wilhelm Hennis und Alfred Grosser, außerdem war er für die ZDF-Reihe „Terra X“ verantwortlich.
1994 verließ er das ZDF, um die Bayerische Akademie für Fernsehen als Gründungsdirektor mit aufzubauen.
Am 1. Juli 2005 kehrte Berls zum ZDF zurück und übernahm (in Nachfolge von Christoph Minhoff, der als Programmgeschäftsführer zum Sender Phoenix gewechselt war) die Leitung des Landesstudios Bayern. Zum 1. Juli 2015 ging er in den Ruhestand.
Berls ist Mitglied der Jury des Bayerischen Fernsehpreises. Er ist seit 1995 Mitglied im PresseClub München, bis 2014 auch im Vorstand. Er ist Mitglied im Präsidium der Bayerischen Akademie für Fernsehen (BAF).

## Veröffentlichungen
- Walter Jens als politischer Schriftsteller und Rhetor. Diss. Univ. München, 1983. Stauffenburg-Verlag, Tübingen 1984, ISBN 3-923721-08-0
- Bayern weg, alles weg. Warum die CSU zum Regieren verdammt ist,  Knaur-Verlag, München 2013, ISBN 978-3-426-78632-1

In Fachzeitschriften
- Ein streitbarer Liberaler. Zum 70. Geburtstag von Kurt Sontheimer in: Deutsches Allgemeines Sonntagsblatt, 31. Juli 1998
- Weiß-blau ganz grün. Die neue Anti-AKW-Partei CSU in: Cicero Online, 16. Juni 2011
- Momos. Der Fernsehkritiker Walter Jens in: Publizistik, Vierteljahresheft für Kommunikation, Heft 1–2/1984, S. 63–74
- Geübte Provinz. Die Sonderstellung Bayerns hat Tradition. in: The European,  Heft 4/2013, S. 26–28
- „Vom goldenen September zum grauen Mai - Wo steht die CSU wirklich.“ in: regierungsforschung.de, 25. Juni 2014